# Roland Lowinger
Roland Lowinger (* 9. August 1948 in Konstanz) ist ein deutscher Karateka, Träger des 9. Dan und Sportfunktionär.

## Werdegang
Lowinger begann 1968 mit dem Karatesport. Seine Kampftechnik verbesserte er während eines eineinhalbjährigen Aufenthalts bei Ken Wittstock in Südafrika. In den folgenden Jahren gewann er zahlreiche nationale und internationale Meisterschaften, so die Bundesmeisterschaften 1974, die Deutschen Meisterschaften 1979 Kumite, den German Shotokan-Cup Kumite 1981 und 1984. Bei der Europameisterschaft 1973 Kumite Team wurde er Zweiter.
Früh begann er, sich auch als Funktionär für die Entwicklung des Karatesports einzusetzen. Ab 1978 war er als Bayerischer Landessportwart und als Landestrainer tätig. Innerhalb des Deutschen Karate-Verbandes war er bis 2001 Bundesstilrichtungsreferent. Seit 1988 ist er 1. Vorsitzender des Bezirkes Schwaben im Bayerischen Karate Bund. Er war maßgeblich am Bau des Landesleistungszentrums in Kempten beteiligt. Daneben ist er seit 1978 als Kampfrichter bei internationalen Turnieren tätig. Drei Jahre war er Mitglied der Europäischen Kampfrichterkommission. Aktuell ist er in der Funktion als Bundeskampfrichterreferent des Deutschen Karate Verbands aktiv.
Anlässlich der Karate-Weltmeisterschaft in Paris 2012 wurde Roland Lowinger von WKF-Präsident Antonio Espinos kommissarisch zum Chairman der WKF-Referee Commission ernannt. Am 19. Januar 2013 wurde er durch das Exekutive-Komitee des WKF (World Karate Federation) in dieser Funktion als neuer Weltkampfrichterchef bestätigt. Zusätzlich wurde Roland Lowinger zum Chairman der WKF Sports Commission ernannt und zum Stellvertreter der Kampfrichterkommission der European Karate Federation (EKF) ernannt. Der 9. Dan wurde ihm am 25. November 2018 bei der Bundesversammlung des DKV verliehen.

## Ehrungen
- 2009: Ehrenmedaille und Ehrennadel des Freistaates Bayern für besondere Verdienste um den Sport
- 2010: Verdienstkreuz am Bande der Bundesrepublik Deutschland